# Leegwald und Höllklinge bei Kailbach
Leegwald und Höllklinge bei Kailbach este o arie protejată (arie specială de conservare — SAC, sit de importanță comunitară — SCI) din Germania întinsă pe o suprafață de 20,51 ha, integral pe uscat.

## Localizare
Centrul sitului Leegwald und Höllklinge bei Kailbach este situat la coordonatele 49°31′39″N 9°04′27″E / 49.5275°N 9.0742°E.

## Înființare
Situl Leegwald und Höllklinge bei Kailbach a fost declarat sit de importanță comunitară în noiembrie 2004 pentru a proteja 1 specie de animale. Situl a fost protejat și ca arie specială de conservare în martie 2008.

## Biodiversitate
Situată în ecoregiunea continentală, aria protejată conține 1 habitat natural: Grohotișuri silicioase medio-europene, la altitudine înaltă.
La baza desemnării sitului se află o specie protejată de  nevertebrate: rădașcă (Lucanus cervus).